# DOUBLE DEALER
DOUBLE DEALER（ダブルディーラー）は、Concerto Moonの島紀史（G）とSABER TIGERの下山武徳（Vo）によって2000年に結成されたヘヴィメタルバンド。

## 来歴
- 1999年、Concerto Moon を活動休止させた島紀史と下山武徳の二人を中心としたプロジェクトとして結成。
- 2000年6月、デビューアルバム『DOUBLE DEALER』をリリース。初回盤には梶山章が参加した「Fire Drake」を収録。8月には東名阪ツアーが行われた。
- 2000年秋頃、シンフォニー・エックスらとヨーロッパツアーを行う。
- 2001年、2ndアルバム『DERIDE ON THE TOP』をリリース。
- 2002年、島、下山がそれぞれのバンドに戻るため活動休止。
- 2005年、活動再開。8月に3rdアルバム『FATE＆DESTINY』をリリース。
- 2007年、4thアルバム「DESERT OF LOST SOULS」を最後に解散が決定。
- 2015年7月25日、ANTHEM PROLOGUE3 "HEADSTRONG FES."にて、一夜限りの再結成。

## メンバー
- 下山武徳 （ヴォーカル）
- 島紀史 （ギター）
- 礒田良雄 （ドラム）
- 小池敏之 （キーボード）
- 三谷耕作 （ベース、2000年 - 2001年）
- 木本高伸 （ベース、2005年）

## ディスコグラフィ

### アルバム
|        | リリース日     | タイトル                               | 規格 | 備考                                           |
| 1st    | 2000年6月20日  | Double Dealer                          | CD   | 初回盤には梶山章が参加した「Fire Drake」を収録 |
| 2nd    | 2001年5月16日  | Deride on the Top                      | CD   |                                                |
| 3rd    | 2005年8月3日   | Fate & Destiny                         | CD   | 通常盤と初回限定盤の２形態で発売               |
| ライブ | 2006年2月22日  | Fate & Destiny Tour 2005 Live in Osaka | CD   |                                                |
| 4th    | 2007年10月10日 | Desert of Lost Souls                   | CD   |                                                |